# Trimeroderus raffrayi
Trimeroderus raffrayi är en skalbaggsart som beskrevs av Leon Fairmaire 1896. Trimeroderus raffrayi ingår i släktet Trimeroderus och familjen långhorningar.
Artens utbredningsområde är Madagaskar. Inga underarter finns listade i Catalogue of Life.